# Taberfabrikken
Taberfabrikken med undertitlen "hvordan velfærdsstaten opløste familier, skabte en eksplosion i kriminaliteten, ødelagde arbejdsmoralen og gjorde mange andre sociale problemer større i løbet af dens første 45 år" er en dansk politisk bog af Ole Birk Olesen udgivet på forlaget People's Press i foråret 2007.

## Resume
Ole Birk Olesens bog Taberfabrikken er en kritik af velfærdsstaten, som han anser for at være til skade for samfundet og måske mest bemærkelsesværdigt, mest skadelig for netop den gruppe mennesker den påstår at hjælpe. Dette illustreres med en stor mængde statistisk materiale, figurer og grafer, der ifølge Ole Birk Olesen påviser hvorledes den fortsatte udvikling af velfærdsstaten direkte har medført en lignende udvikling med voksende arbejdsløshed, nedbrydning af familien, en eksplosivt stigende kriminalitet, misbrugsproblemer, etc. og ikke mindst at den sociale arv er tungere end nogensinde før.

## Udgave
- Ole Birk Olesen (2007), Taberfabrikken, København: People'sPress, ISBN 978-87-7055-121-2, LCCN 2008374290, OCLC 311309518, OL 23168637M, Wikidata  Q112943862